# Ehemaliges Stationsgebäude der Schweizerischen Nordbahn

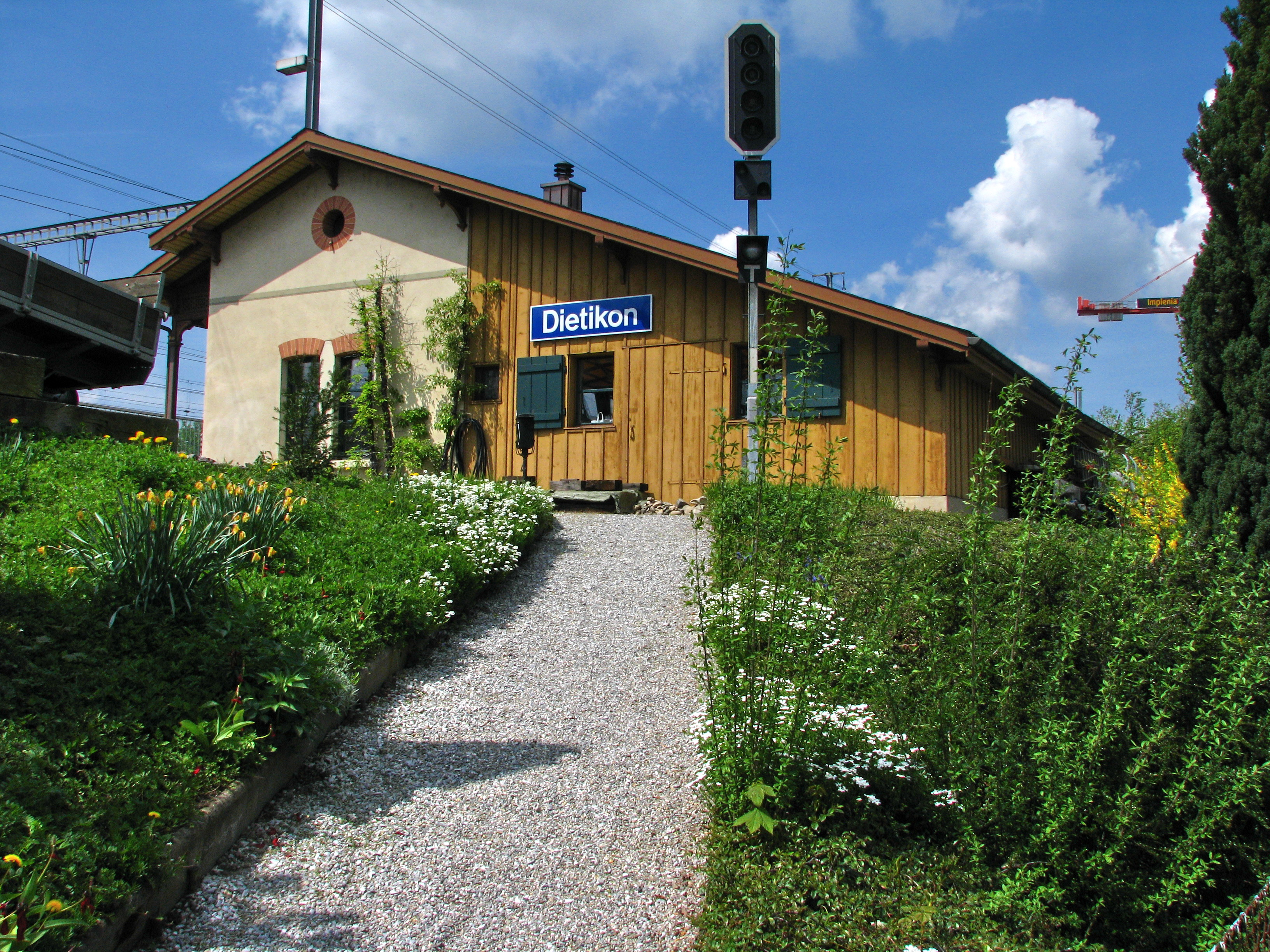
Ansicht von Süden (2010)

Das ehemalige Stationsgebäude der Schweizerischen Nordbahn (SNB, auch «Spanisch-Brötli-Bahn») in Dietikon im Schweizer Kanton Zürich wurde 1847 errichtet und 1915 erweitert. Das älteste noch erhaltene «Stationsgebäude» des Landes steht als Kulturgut unter Denkmalschutz.

## Lage
Das Bauwerk wurde an der stadtabgewandten Seite der Bahnstrecke erbaut und liegt heute etwa 200 Meter nördlich des Bahnhofs Dietikon.

## Geschichte
Die Schweizerische Nordbahn eröffnete am 7. August 1847 mit der Strecke Zürich–Baden die zweite Bahnstrecke in der Schweiz. Der Entwurf des «Aufnahmegebäudes» in Dietikon stammte vom Architekten Franz Meyer. Beim Bau des zweiten Bahnhofgebäudes an der gegenüberliegenden Seite in den Jahren 1866/1867 blieb es erhalten. Beim Ausbau des Bahnhofs wurde das Bauwerk 1915 abgebrochen und 350 Meter nordwestlich wieder aufgebaut. Der vergrösserte Neubau erhielt einen Anbau.
Seit 1978 nutzt der Dietiker Modell-Bahn-Club das Anwesen. Es wurde wiederholt Renovationen unterworfen und liegt heute am «Spanisch-Brötli-Bahn-Weg 1.1», der von der vorbeiführenden Schächlistrasse abzweigt.
Das Gebäude ist als «Wärterhaus mit Wartehalle des ersten Bahnhofs» in das Schweizerische Inventar der Kulturgüter von regionaler Bedeutung (Kategorie B) eingetragen.

## Beschreibung
Das «Aufnahmegebäude» von 1847 war ein eingeschossiger, dreiachsiger Putzbau mit Giebeldach. Er war zehn Meter lang und fünf Meter breit. Gleisseitig bildete das vorkragende Dach eine offene Vorhalle, die durch vier Holzpfosten gestützt wurde. Ihr Mittelteil hatte seinerzeit einen Portikus.
Das erweiterte Gebäude von 1915 ist vierachsig und hat eine Länge von etwa 15 Metern. Das Dach der Vorhalle ruht auf fünf Säulen, ihr Portikus wurde nicht wiederhergestellt. Das «Laubsägewerk» blieb als Verzierung erhalten. Ein Kniestock erlaubt die Nutzung des Dachgeschosses. Der rückseitig angebaute Schopf ist holzverkleidet und liegt unter dem heruntergezogenen Dach. Vor der Vorhalle steht ein Läutewerk. Der Blick auf sie wird durch eine Lärmschutzwand beeinträchtigt.

## Belege
1. 1 2 3  Karl Grunder: Schächlistrasse, Ass.-Nr. 355, ehemaliges Stationsgebäude der «Spanisch-Brötli-Bahn». In: Die Kunstdenkmäler des Kantons Zürich. Band 9: Der Bezirk Dietikon. S. 138–139.
2. ↑  KGS-Nr.: 7429

Koordinaten: 47° 24′ 27,3″ N, 8° 24′ 16,8″ O; CH1903: 672913 / 251200